# Пересип (Одеса)
Пере́сип — район Одеси, розташований на піщано-черепашковій косі, яка відділяє Хаджибейський і Куяльницький лимани від Чорного моря.

## Історія

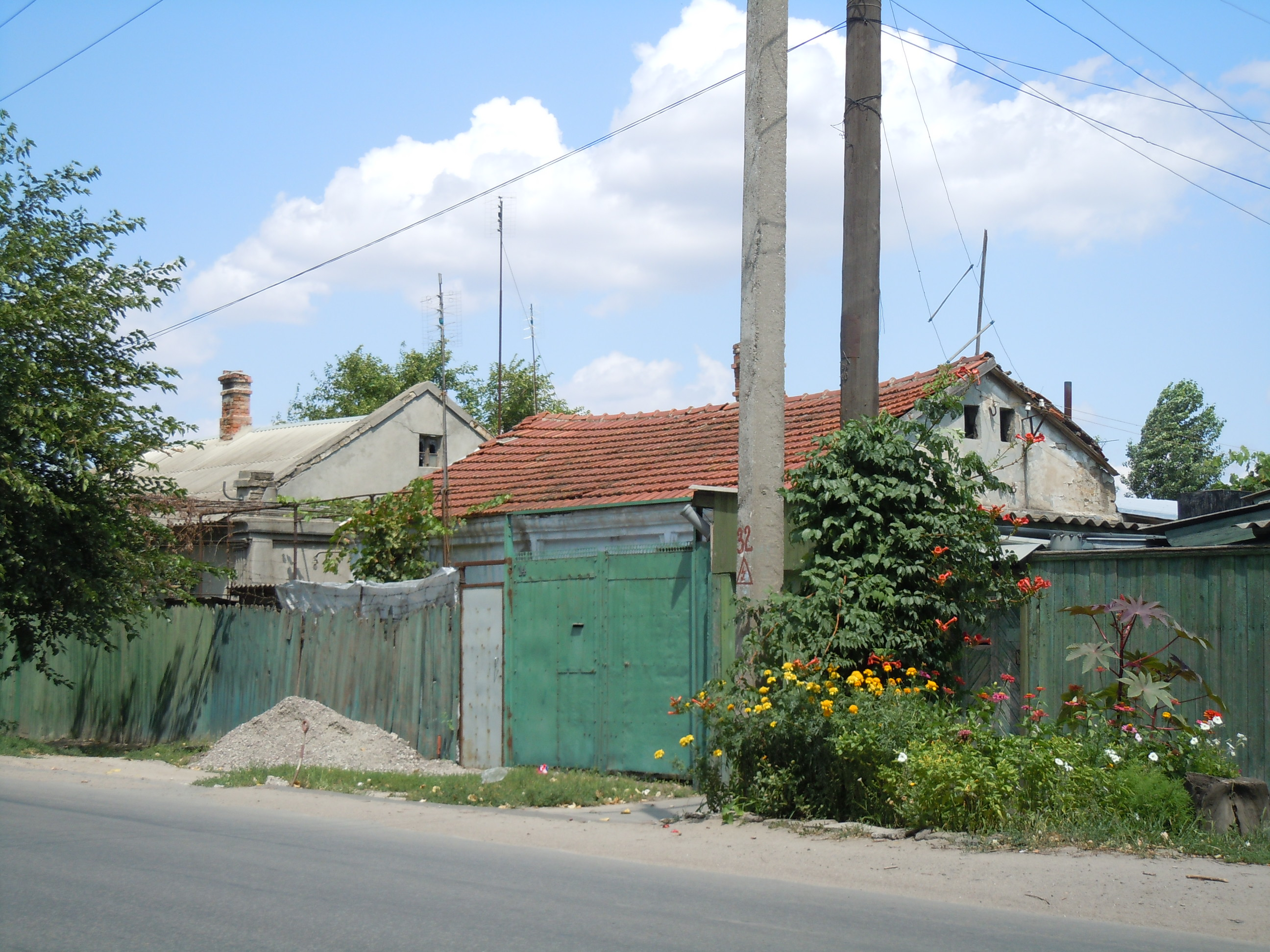
Типова забудова Пересипу на вул. 7-й Пересипській

У XV столітті відбулося відокремлення лиманів Куяльник і Хаджибей від Одеської затоки через утворення Куяльницько-Хаджибейського пересипу. Перші запорозькі козацькі поселення на пересипу виникли тільки після ліквідації Січі 1709 року. Наприкінці XVIII століття тут існувало кілька козацьких поселень, зокрема селища Куяльник під Шкодовою горою.
У 1820—1830 роках район Пересип активно забудовувався: були забудовані ділянки вздовж узбережжя Чорного моря по осі вул. Чорноморського козацтва. Пересип був нічим не примітним районом до 1867 року, коли через нього проклали залізницю. Виявилося, що це ідеальне місце для будівництва заводів: тут були «нічийні» землі, які не треба було викуповувати, а також убогі рибальські селища. Вже в кінці XIX століття на просторі від Пересипського мосту до Ярмаркової площі виникли заводи, склади та елеватори. Особливо багато було шкіряних майстерень і боєнь, чий запах було чути далеко навкруги. Найбільша бойня перебувала на місці стадіону на Ярмарковій площі.
Пересип став відомим перш за все через завод сільськогосподарського обладнання, заснований 1854 року німецьким емігрантом Йоганном Геном. На початку XX століття це було найбільше подібне підприємство в Україні, що виробляло до 100 тисяч плугів, жниварок, віялок і молотарок.
У 1880-х роках почалася суцільна забудова між вулицями Чорноморського козацтва, вулиця Отамана Чепіги і Олександрівською площею (район сучасної вул. Миколи Гефта). До революції тут жило понад 25 тисяч осіб. Зовнішнім виглядом район нагадував Молдаванку і, подібно їй, славився злочинністю й антисанітарією.
Протягом 20-х — 30-х років ХХ ст. площі під заводами помітно збільшилися. Промзона охопила простір до самої вул. Векслера, а також деякі житлові квартали. Був розширений завод сільськогосподарського машинобудування, побудовані Механічний і Кабельний заводи.
Після розпаду СРСР Пересип став притулком дрібного й середнього бізнесу. У цехах заводів і житлових будинках розмістилися сотні крамниць, майстерень, торговельних і логістичних компаній.

## Сучасність
Пересип — вузол найбільших промислових підприємств Одеси. Тут розташовані: завод сільськогосподарського обладнання, лінолеумні заводи «Більшовик», «Ріомі», м'ясокомбінат, завод шкірзамінників, лакофарбовий завод, цукрово-рафінадний завод, хутряна і шкір-галантерейна фабрики, нафтобази.